# Bakolalao Ramanandraibe Ranaivoharivony
Bakolalao Ramanandraibe Ranaivoharivony est la ministre de la Justice de Madagascar entre octobre 2007 et 2009.Elle a démissionné de son poste après l'effusion de sang du 7 février 2009

## Biographie
Bakolalao Ramanandraibe épouse Ranaivoharivony est une magistrate de premier grade depuis le 13 Avril 1992.Elle mariée et mere d'un enfant.

### Formation
Elle a un baccalauréat de l'enseignement secondaire filière philosophie, puis un licence en droit section droit privé, en plus elle a un diplôme de l'institut d'études judiciaires.